# Nueva Ecija
Nueva Ecija (PSGC: 034900000; ISO 3166-2:PH) és una província de l'interior de les Filipines, a la regió de Central Luzon. La seva capital és Palayan. Nueva Ecija té fronteres amb les províncies de Bulacan, Pampanga, Tarlac, Pangasinan, Nueva Vizcaya i Aurora.

## Història
Nueva Ecija fou creada com una comandància militar el 1777 pel Governador General Narcís Claveria, amb capital a Josean, a Baler (actualment part de la província d'Aurora). Formalment era part de la província de Pampanga. La seva àrea va començar formant tota l'illa de Luzon. Segons recursos espanyols a les Filipines, el govern espanyol reconeixia dues colònies a l'Àsia Sud-oriental: les Islas Filipinas i Nueva Écija. La pobresa era l'única raó per la qual Nueva Ecija no va ser reconeguda com un país separat de les Filipines pel reialme d'Espanya. Des de l'any 1777 al 1917, el territori de Nueva Ecija estava subdividit i va donar lloc a la creació de noves províncies. La Província de Tayabas (avui en dia, Aurora i Quezon), les províncies de Palanan (avui, Isabela, Cagayan, Nueva Vizcaya), el territori que va esdevenir la província de Quirino i la província de Manila, al nord de la província de Tondo, el 1867.
El nom de la província prové de la ciutat de la província de Sevilla, Écija.
El 1896, Nueva Écija va esdevenir una de les primeres províncies que es van revoltar contra el domini espanyol, i una de les províncies que van declarar la seva independència el 1989.
Durant la Segona Guerra Mundial l'exèrcit japonès va prendre la província el 1942. El 29 de març del 1942, sota el lideratge de Luis Taruc, els Hukbalahap (l'exèrcit de Hukbo ng Bayan Laban sa Hapon-People) es van organitzar a Sitio Bawit, Barrio San Julian, a la ciutat de Cabiao. Fou el braç armant del Partido Komunista ng Pilipinas, que va organitzar la resistència dels filipins. El 1945, soldats filipins i estatunidencs van alliberar Nueva Ecija, amb l'ajut dels guerrillers filipins. El 30 de gener de 1945, els rangers de l'exèrcit estatunidenc, els escoltes de l'Alamo i les guerrilles filipines van fer un raid per alliberar els civils aliats i els presoners de guerra a Cabanatuan: van rescatar a 516 persones. El rescat encara avui és commemorat a Talavera (Filipines).

## Geografia

### Física
La província és la majoria del centre de l'illa de Luzon. La seva àrea comença als pantans del sud-oest propers a la frontera amb Pampanga. Cal destacar les muntanyes de Sierra Madre, a l'est, i les de Caraballo, al nord.

### Política
La província està dividida en quatre districtes electorals i té 27 municipis i 5 ciutats.

#### Ciutats
- Ciutat de Cabanatuan.
- Ciutat de Gapan.
- Ciutat de Palayan.
- Ciutat de San Jose.
- Ciutat de les ciències de Muñoz(pàgina web).
- Ciutat de Guimba.

#### Municipis
| - Aliaga - Bongabon - Cabiao - Carranglan - Cuyapo - Gabaldon (Bitulok & Sabani) - General Mamerto Natividad - General Tinio - Jaén - Laur - Licab - Llanera - Lupao | - Nampicuan - Pantabangan - Peñaranda - Quezon (Bertese i Ilog Baliwag) - Rizal - San Antonio - San Isidro - San Leonardo - Santa Rosa - Santo Domingo (Konsehal Jayson Sagnip, Zona 1 San Fabian) - Talavera - Talugtug - Zaragoza |

## Política

### Actuals oficials del govern
Governador: Aurelio M.Umali.
Vice Governador: Gp Padiernos.
Representants al Congrés
1er Districte: Josefina Joson. 

2n Districte: Joseph Violago. 

3r Districte: Czarina D. Umali. 

4t Districte: Rodolfo W. Antonino.

## Gent, llengua i cultura
Nueva Ecija, en el segle xx fou un lloc d'assentament de milers d'immigrants de les províncies veïnes com Pampanga, Tarlac, Bulacan, Pangasinan i Llocos. Avui, els Novoecijans són descendents d'aquests colonitzadors i molts encara conserven tradicions pròpies que mostren que provenen d'altres províncies. Un 77% de la gent parla tagàlog com a primera llengua. També es parla pampangà, Pangasinà i Ilocà, sobretot a les ciutats i pobles del nord i del sud. Hi ha petites comunitats d'ilongots a les muntanyes Carabllo i a les muntanyes de Sierra Madre, a més a més d'agtes o persones de color.
Hi ha festes importants al maig i al juny. Al maig se celebra la festa del patró dels pagesos, sant Isidre. També hi ha una festa destacada a la ciutat d'Aliaga, per celebrar a sant Joan apòstol.

## Economia
Nueva Ecija es considera com la principal província en la producció d'arròs de les Filipines. A més a més, lidera la producció de cebes. És una província principalment agrària, ja que el seu sòl és ric. Es cultiva arròs, cebes, hortalisses i canya de sucre.

### Indústries importants
Nueva Ecija és el principal productor agrari de les Filipines. Les indústries agràries principals són l'arròs i les cebes. Sovint s'anomena a Nueva Ecija com el "Graner d'arròs de les Filipines". També es produeix mango, calamansi, plàtans, alls i hortalisses. La ciutat de Bongabon, a l'est de la província, als peus de les muntanyes Sierra Madre i les seves veïnes, Laur i Rizal són els majors productors de cebes i alls. Bongabon és anomenada la capital de la ceba de les Filipines.
Hi ha granges d'aviram en moltes ciutats. També d'ànecs. La producció d'ous és important. Al juny del 2008 també va rebre el títol de la "capital de la llet de les Filipines", ja que es fa llet de les vaques, els carabaos i els búfals.
Hi ha dipòsits minerals dels quals s'extreu coure i manganès a General Tinio, Carranglan i Pantabangan. Es diu que hi ha or a prop de Carranglan i Palayan.
Hi ha indústries de tricicles "sidecars", sobretot a Santa Rosa.
El sector serveis també és destacat a la província: educació i sanitat.

## Turisme
Nueva Ecija és la província més gran de l'Illa de Luzon i de les Filipines.

### Monuments històrics
- Gapan. La primera missió dels agustins fou fundada a Gapan. És una església catòlica d'estil romà d'Orient, construïda entre el 1856 i el 1872.
- Barri històric Labi (Bongabon). Hi ha la casa de repòs de la família Quezon.
- Tabacalera de San Isidro. S'hi pot veure els cent anys d'opressió (1782-1882) que van patir els pobladors, quan la província va esdevenir el centre de producció de tabac de la colònia.
- Estàtua del General Luna (a ciutat de Cabanatuan). Estàtua de l'heroi filió, el General Antonio Luna a cavall a la plaça davant la catedral. L'estàtua és on van assassinar l'heroi el 1899.
- Apolinario Mabini Marker (Cupayo). Lloc on els americans van arrestar l'heroi filipi, Apolinario Mabini el 10 de desembre del 1899.
- Wright Institute de San Isidro. Una de les primeres altes escoles establides fora de la ciutat de Manila en el període de colonització estatunidenca.
- Dalton Pass. A Capintalan, Carranglan. Una àrea de cinc hectàrees en la qual hi ha un monument del General Dalton, i una torre que marca la frontera entre les províncies de Nueva Ecija i Nueva Vizcaya. També hi ha un memorial de la Segona Guerra Mundial.
- Camp Pangatian (a ciutat de Cabanatuan). Fou un camp de concentració dels japonesos per tancar-hi els presoners aliats de la Segona Guerra Mundial. És una destinació popular per als veterans d'aquesta guerra.

### Destinacions culturals
- Esglésies de Nampicuan, Carranglan i Pantabangan. Esglésies en ruïnes. Arquitectura de les missions.

### Destinacions naturals
- Minalungao Park: declarat Parc Nacional. Comtpa amb una gran extensió de terreny. Sobretot destaca el riu Penaranda, els seus penya-segats i les formacions rocoses que ha provocat.
- General Luna Falls (Rizal). Al peu de Sierra Madre, Rizal és una de les zones que té més tresors, entre els quals destaquen unes cascades.
- Mont Olivete (Bongabon). Una muntanya amb una església que està freqüentada per pelegrins. També hi ha una font que té fama de ser medicinal.
- Gapintalan (Carranglan). Fou un lloc estratègic durant la Segona Guerra Mundial. És un lloc mantingut per una comunitat tribal d'ifugao. Vall de Cagayan.
- Palaspas Falls (San Jose City). Ideal per pícnics i banys, sobretot a l'estiu.
- Gabaldon Falls (Gabaldon). Caigudes d'aigua.

### Religió
- Església de Penaranda. Edificada el 1869 pel frare Florentino Samonte.

### Museus
- Museu de l'agricultura (CLSU).
- Museu dels Peixos (CLSU). Col·leccions de peixos d'aigua dolça tropical.

### Festes
- Taong Putik Festival d'Aliaga. Se celebra Sant Joan.
- Holy Week Rituals de Puncan.